# Campeonato Russo de Futebol de 1995
O Campeonato Russo de Futebol de 1995 foi o quarto torneio desta competição. Participaram dezesseis equipes. O campeão se classifica para a Liga dos Campeões da UEFA de 1996-97. O vice, o terceiro, o quarto e o quinto colocados se classificam para a Copa da UEFA de 1996-97. O ascenso e o descenso entre a primeira e a segunda divisão foi diminuído para um clube apenas. Os clubes FC Lada Togliatti e FC Dinamo Stavropol foram rebaixados na temporada passada.

## Participantes
| Equipe                            | Cidade            | Região                   | No ano anterior                                                       | Estádio                        | Capacidade | Títulos              | Participações |
| --------------------------------- | ----------------- | ------------------------ | --------------------------------------------------------------------- | ------------------------------ | ---------- | -------------------- | ------------- |
| PFC CSKA Moscovo                  | Khamovniki        | Moscovo                  | Décimo Lugar                                                          | Estádio Lujniki                | 81.000     | 0 (não possui)       | 4             |
| Spartak Moscovo                   | Presnensky        | Moscovo                  | Campeão                                                               | Estádio Lujniki                | 81.000     | 3 (1992, 1993, 1994) | 4             |
| Torpedo Moscovo                   | Danilovsky        | Moscovo                  | Décimo Primeiro Lugar                                                 | Estádio Eduard Streltsov       | 13.200     | 0 (não possui)       | 4             |
| Dínamo Moscovo                    | Aeroport          | Moscovo                  | Vice Campeão                                                          | Estádio Dínamo de Moscou       | 36.540     | 0 (não possui)       | 4             |
| FC Spartak Vladikavkaz            | Vladikavkaz       | Ossétia do Norte-Alânia  | Quinto Lugar                                                          | Estádio Republicano do Spartak | 32.464     | 0 (não possui)       | 4             |
| Lokomotiv Moscovo                 | Preobrazhenskoye  | Moscovo                  | Terceiro Lugar                                                        | Estádio Lokomotiv de Moscou    | 30.000     | 0 (não possui)       | 4             |
| FC Rotor Volgogrado               | Volgogrado        | Oblast de Volgogrado     | Quarto Lugar                                                          | Estádio Central                | 32.120     | 0 (não possui)       | 4             |
| FC Uralmash Yekaterinburg         | Ecaterimburgo     | Oblast de Sverdlovsk     | Décimo Quarto Lugar                                                   | Estádio Central                | 30.000     | 0 (não possui)       | 4             |
| FC Lokomotiv Níjni Novgorod       | Níjni Novgorod    | Oblast de Níjni Novgorod | Oitavo Lugar                                                          | Estádio Lokomotiv              | 17.856     | 0 (não possui)       | 4             |
| FC Tekstilshchik Kamyshin         | Kamyshin          | Oblast de Volgogrado     | Sétimo Lugar                                                          | Estádio Tekstilshchik          | 7.500      | 0 (não possui)       | 4             |
| FC Krilia Sovetov Samara          | Samara            | Oblast de Samara         | Décimo Terceiro Lugar                                                 | Estádio Metallurg              | 33.320     | 0 (não possui)       | 4             |
| FC KAMAZ Chelly Naberejnye Chelny | Naberejnye Chelny | Tartaristão              | Sexto Lugar                                                           | Estádio KAMAZ                  | 10.000     | 0 (não possui)       | 3             |
| FC Jemtchujina                    | Sóchi             | Krai de Krasnodar        | Nono Lugar                                                            | Estádio Central de Sóchi       | 12.500     | 0 (não possui)       | 3             |
| FC Dynamo-Gazovik Tiumen          | Tiumen            | Oblast de Tiumen         | Décimo Segundo Lugar                                                  | Estádio Geolog                 | 13.057     | 0 (não possui)       | 3             |
| FC Rostselmash Rostov do Don      | Rostov do Don     | Oblast de Rostov         | Vice Campeão do Campeonato Russo de Futebol de 1994 - Segunda Divisão | Estádio Rostselmash            | 15.840     | 0 (não possui)       | 3             |
| FC Chernomorets Novorossisk       | Novorossisk       | Krai de Krasnodar        | Campeão do Campeonato Russo de Futebol de 1994 - Segunda Divisão      | Estádio Trud                   | 12.500     | 0 (não possui)       | 1             |

## Regulamento
O campeonato foi disputado no sistema de pontos corridos em turno e returno em grupo único.  Ao final, um é promovido e um é rebaixado.

## Primeira Fase
Spartak de Vladikavkaz foi o campeão, foi classificado para a Liga dos Campeões da UEFA de 1996-97.
O vice-campeão, Lokomotiv Moscovo, foi classificado para a Taça dos Clubes Vencedores de Taças de 1996-97
Spartak, Dínamo, Torpedo e CSKA (todos da capital russa) foram classificados para a Copa da UEFA de 1996-97 .
Dínamo-Gazovik foi rebaixado para o Campeonato Russo de Futebol de 1996 - Segunda Divisão.

## Campeão
| Campeão Russo de 1995            |
| -------------------------------- |
| FC Spartak Vladikavkaz 1° Título |